# Diego Assis
Diego Assis Figueiredo (14 settembre 1987) è un ex calciatore brasiliano, di ruolo centrocampista.

## Carriera
Ha giocato nella prima divisione finlandese ed in quella indonesiana.

## Palmarès

### Club

#### Competizioni nazionali
- Coppa di Finlandia: 1

IFK Mariehamn: 2015
- Campionato finlandese: 1

IFK Mariehamn: 2016